# María Eugenia Horvitz
María Eugenia Horvitz Vásquez (1940-19 de diciembre de 2018) fue una historiadora y académica chilena.

## Biografía
Cursó sus estudios superiores en la Universidad de Chile, donde obtuvo el título de profesora de Estado en historia, geografía y educación cívica en 1966. Fue ayudante del historiador Hernán Ramírez Necochea. Se integró al año siguiente como profesora de la Facultad de Filosofía y Educación, desempeñándose allí hasta el golpe de Estado del 11 de septiembre de 1973.  Entre 1972 y 1973 fue directora del Departamento de Historia de la Facultad de Filosofía y Educación de la Universidad de Chile.
Viuda del médico de cabecera del presidente Salvador Allende y ejecutado político, Enrique París Roa, fue exiliada por la dictadura de Augusto Pinochet y se radicó en Francia. Realizó su magíster (maestría) y doctorado en la Universidad de París I, Pantheón-Sorbonne, en 1974 y 1989, respectivamente. Entre 1979 y 1988 fue consultora de la UNESCO.
En 1992 se reincorpora al Departamento de Ciencias Históricas de su alma mater chilena. Sus trabajos se han enfocado en la historia de las mentalidades, en especial de las representaciones sociales. "En búsqueda del enfoque que permitiera una comprensión global de la sociedad, se ha interesado por el estudio de la visión de mundo que tienen los individuos, es decir, los imaginarios colectivos, lo cual la lleva a desentrañar los poderes y saberes instalados en la sociedad", señala una reseña de la Universidad. Se desempeñó como vicedecana de la Facultad de Filosofía y Humanidades entre 2010 y 2015.
En 2006 publicó su libro "Memoria del nombre y salvación eterna. Los notables y las capellanías de misas en Chile (1557-1930)", que editó la Universidad de Chile.
Falleció el 19 de diciembre de 2018, a los 78 años de edad.